# Michał Opaliński (muzyk)
Michał Opaliński (ur. 6 lipca 1974) – polski muzyk, perkusista zespołu Feel.
Od 2005 roku związany z polskim zespołem pop-rockowym Feel, założonym przez Piotra Kupichę, wokalistę i lidera zespołu. Studiował w Akademii Muzycznej w Krakowie. Został zatrudniony w Państwowej Szkole Muzycznej I stopnia im. Grażyny Bacewicz w Jaworznie jako nauczyciel muzyki.